# José Mousinho Figueiredo

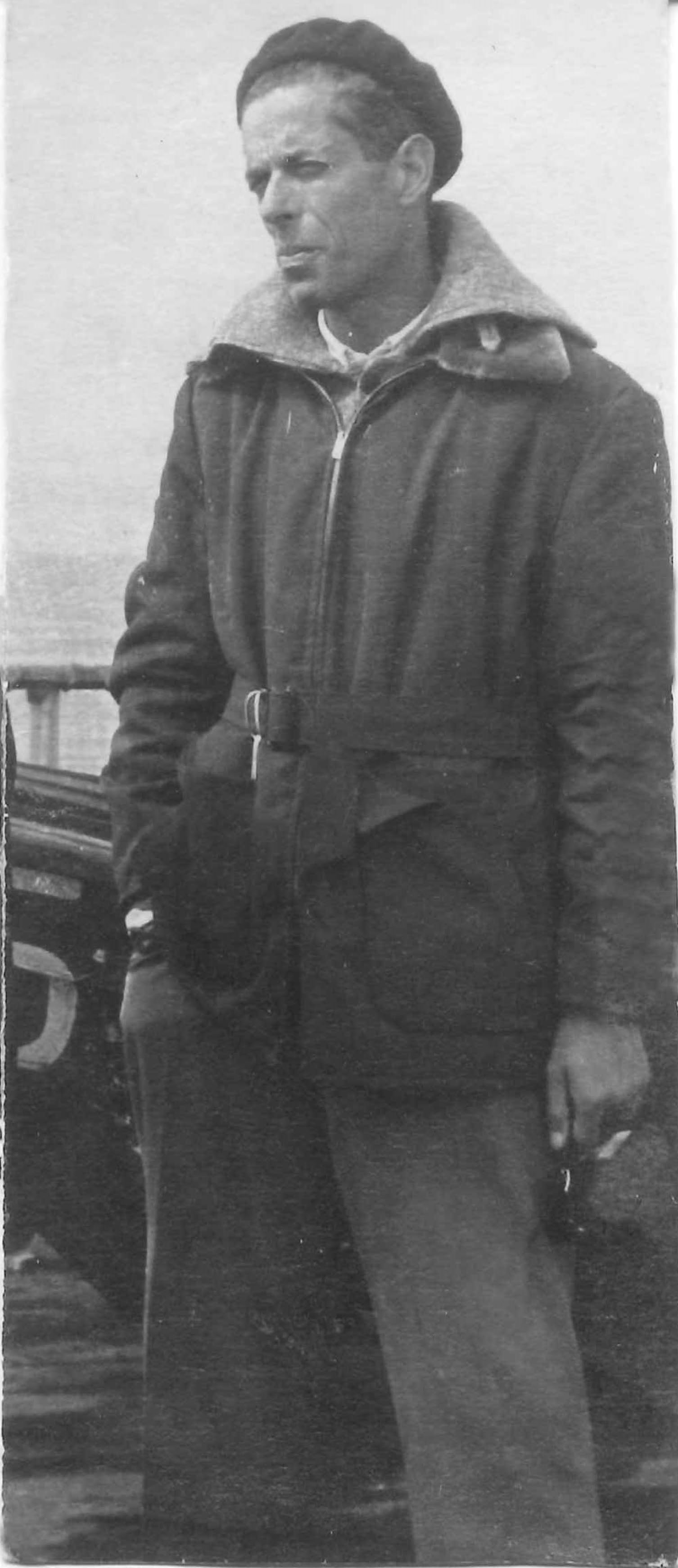
José Mousinho Figueiredo estudando otólitos de bacalhau num navio bacalhoeiro português no mar da Gronelândia de Maio a Agosto de 1953.

José Maria Pires da Silva Mousinho de Figueiredo (Lisboa, 14 de Dezembro de 1913 – Lisboa, 28 de Outubro de 1962), médico veterinário e investigador na área das economia agrária e das pescas, com destaque para a baleação.

## Biografia
Filho mais novo do capitão de infantaria da Primeira Guerra Mundial, Arthur Alberto Mousinho de Figueiredo e de Mariana Sales Pires da Silva Mousinho de Figueiredo. Cursou o Colégio Militar em Lisboa e licenciou-se em Medicina Veterinária pela Escola Superior de Medicina Veterinária, onde leccionou a cadeira de Zootecnia Tropical. Estagiou em 1942 em Berlim enviado pelo Instituto de Alta Cultura. Fez o serviço militar em Elvas como tenente miliciano de cavalaria 
Foi director da Estação Zootécnica na Venda Nova, em Lisboa. Foi colaborador da FAO.
Especializado em assuntos relacionados com a economia da baleação. Participou em diversos programas de investigação e publicou numerosos trabalhos de cariz científico sobre temas da baleação e da actividade pesqueira.
A sua obra Introdução ao estudo da indústria baleeira insular, republicada em 1996 pelo Museu dos Baleeiros da ilha do Pico (Açores), foi publicada pela primeira vez em 1946, inserida no Boletim Pecuário, continua a ser considerada entre as melhores e mais completas monografias que se publicaram sobre a baleação nas ilhas da Macaronésia.
Foi casado com Anna Ingrid Mathilda Ryberg Mousinho de Figueiredo (tiveram dois filhos), que fez o seu segundo busto. O primeiro busto foi feito por uma escultora alemã em Berlim em 1942.
Foi condecorado com o grau de oficial da Ordem de Cristo em 1960.

## Publicações
Entre as publicações de Mousinho Figueiredo contam-se as seguintes:
- Introdução ao estudo da indústria baleeira insular. Lajes do Pico, Museu dos Baleeiros, 1996.
- "Biologia e pesca dos cachalotes em S. Miguel, Açores", in: Boletim da Pesca, 55(11-68), 1957.
- "Capturas de cachalote ao largo da Ilha da Madeira, de 1947 a 1954, e suas características biológicas", in: Boletim da Pesca, 1956.
- "Notas sobre um feto de cetáceo Kogia breviceps Blainv.", in: Notas e Estudos do Instituto de Biologia Marítima, 11(1-20), 1956.
- Pescarias de baleias nas províncias africanas portuguesas. Lisboa : [s.n.], 1960.
- As marcas ou brincos nos estudos do bacalhau : o que todos os pescadores bacalhoeiros devem saber. Lisboa : Comp. Nacional Editora, 1954.
- Mais óleo de fígado... e melhor! Lisboa : Comp. Nacional Editora, 1954.
- O factor de conversão e índices de aproveitamento : resultados dos estudos. Lisboa : Gabinete de Estudos das Pescas, 1954.
- "A acção de um entreposto fabril nos excedentes na indústria baleeira", in: Boletim da Pesca, 31(69-75), 1951.
- Ciência técnica e vida rural, Lisboa, 1959.
- Depuração de ostras em Inglaterra : as instalações e o processo usado na "Brightlingsea oyster purification station" e em outras estações inglesas (em colaboração com Herculano Vilela). Lisboa : Gabinete de Estudos das Pescas, 1952.